# Арендт, Николай Фёдорович
Никола́й Фёдорович Арендт (Николас Мартин Арендт; 23 апреля (4 мая) 1786, Казань — 2 (14) октября 1859, Санкт-Петербург) — русский врач-хирург немецкого происхождения, лейб-медик (с 1829) императоров Николая I и Александра II. Известен тем, что облегчал страдания А. С. Пушкина после дуэли с Дантесом.

## Биография
В Россию из Пруссии в первой половине XVIII века приехал дед Николая Арендта, Иоганн — лютеранин и мастер медных дел. Николай Фёдорович Арендт родился в 1786 году в семье штаб-лекаря Фёдора Арендта, который на момент рождения сына работал в Казанском адмиралтейском госпитале. Позже Фёдор Иванович вместе с семьёй переехал в Ревель, где работал штабс-лекарем полиции. Впоследствии отец отправился в Москву, где стал работать на такой же должности. Здесь 22 февраля (3 марта) 1801 года открылось московское отделение Императорской медико-хирургической академии, куда Николай Арендт был зачислен одним из первых учеников. Позже московское отделение академии было закрыто, и в сентябре 1804 года студенты были переведены в Санкт-Петербургскую медико-хирургическую академию. В 1805 году он окончил курс академии и был награждён серебряным карманным набором хирургических инструментов. Его имя было занесено на мраморную доску в Конференц-зале академии.

## Карьера врача
В то время при академиях не имелось собственных клиник, и выпускники (кандидаты академии обязаны были оставаться какое-то время «при больших госпиталях для практических занятий и для знакомства с служебными порядками»). Арендт был распределён (причислен) в Санкт-Петербургский генеральный госпиталь (современный[когда?] второй военно-сухопутный) и был удостоен классной степени лекаря.
На этом месте он прослужил всего около семи месяцев и был призван в армию. Россия после участия в русско-австро-французской войне 1805 года готовилась к войне четвёртой антифранцузской коалиции. В апреле 1806 года Арендт был призван лекарем в Навагинский мушкетёрский полк. Это воинское формирование участвовало во всех сражениях до заключения Тильзитского мира в 1807 году. После этого была Русско-шведская война 1808—1809 годов, по итогам которой 5 (17) сентября 1809 года был заключён Фридрихсгамский мир.
Участие во многочисленных кровопролитных сражениях позволило Арденту получить обширнейшую хирургическую практику. В этих войнах он прославился как искусный и смелый хирург (в те времена эта специальность называлась «оператор»). В декабре 1809 года он был удостоен высочайшего подарка: ему был пожалован бриллиантовый перстень.

### Отечественная война 1812 года
К началу Отечественной войны 1812 года Арендт был высококлассным врачом. Имея большой опыт и обширные теоретические знания, он стал одним из ведущих специалистов врачебной отрасли. Арендт присутствовал при всех главных сражениях войны: при Клястицах, Полоцке, Чашниках, Бауцене, Лейпциге и далее до взятия Парижа включительно, выполнив в полевых условиях лично свыше 800 операций.
Современники отмечали его неутомимую энергию, заботу о судьбе раненых и необычайно успешную врачебную деятельность. Арендт последовательно продвигался по служебной лестнице: он был лекарем первого класса, дивизионным врачом 13-й пехотной дивизии и закончил войну штаб-доктором (8-й класс Табели о рангах) Первого пехотного корпуса.
В 1812 году впервые в истории отечественной медицины Н. Ф. Арендту была присвоена ученая степень доктора медицины и хирургии без защиты диссертации.
После заключения мирного соглашения остался во Франции главным врачом русского оккупационного корпуса. Во Франции стал членом-основателем масонской ложи «Георгия Победоносца» в Мобёже, числился витией ложи.
В этот же период читал лекции в Сорбонне; его обзор операций был высоко оценён медицинскими специалистами. Оставался во Франции до 10 (22) марта 1815 года.
Николай Фёдорович добился значительного успеха в выполнении хирургических операций.
По мнению историков, такой результат в значительной степени достигнут за счёт уникального таланта диагноста и тщательного ухода, которым он окружал больного после совершения операции.
Кроме того, Н. Ф. Арендт одним из первых применял антисептическое лечение, чему придавал самое серьёзное значение.

Также Арендту приписывается следующее высказывание:

Хирург должен учиться всю жизнь
По свидетельству современников, он сам всегда следовал этому правилу, не считая зазорным учиться у молодых учёных и врачей.

### В России с 1816 года
По возвращении в Россию назначен дивизионным врачом 12-й дивизии, на которой пробыл до 9 (21) сентября 1819 года. В 1819 году был переведён из армии в гвардию на должность старшего доктора гвардейской кавалерии. С 20 января (1 февраля) 1820 год состоял главным врачом артиллерийского госпиталя в Санкт-Петербурге (был расположен по адресу: Фурштатская улица, 29а).

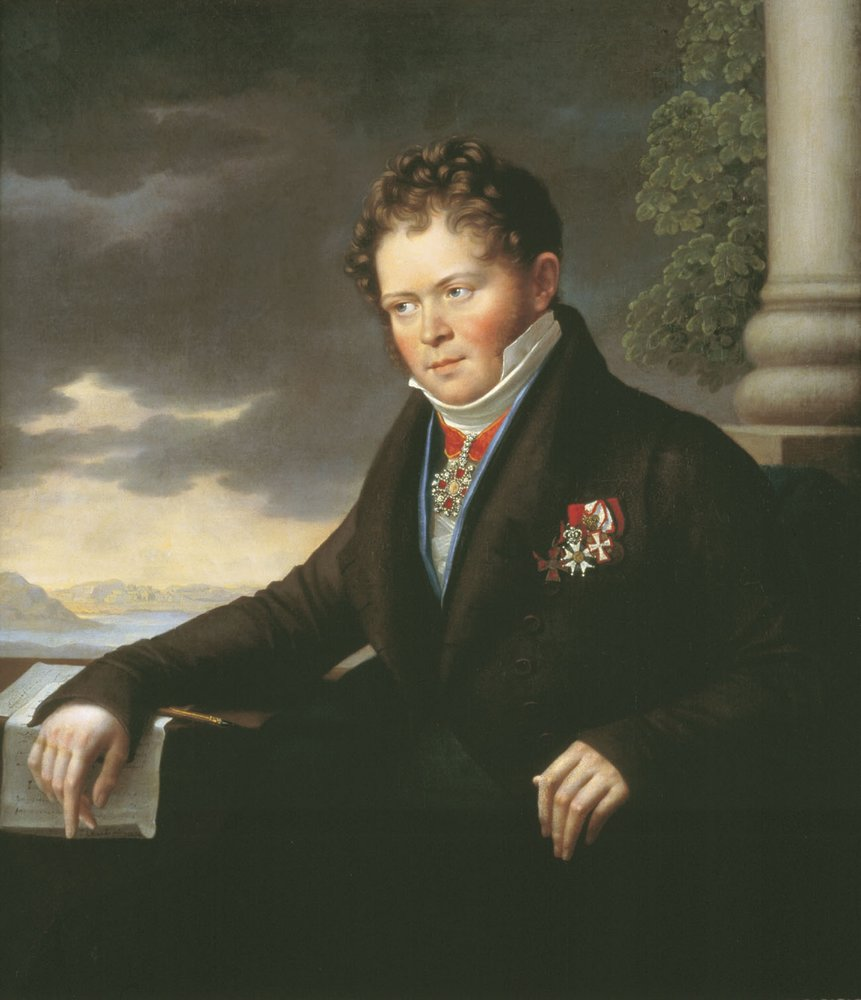
Ю. Олешкевич. Портрет Н. Ф. Арендта. 1822

В это время в Италии возникли беспорядки, вынудившие Россию снова поставить армию на военное положение. Арендт срочно был командирован в войска, двигавшиеся на помощь Австрии, в качестве полевого генерал-штаб-доктора армии. Военный поход не состоялся — конфликт был улажен дипломатическими средствами (в 1820 году в Опаве состоялся Троппауский конгресс). Н. Ф. Арендт, проведя три месяца в войсках, возвратился в столицу. За время командировки он занимался огромной организаторской деятельностью, которая была оценена по достоинству.

### В Санкт-Петербурге с 1820 года и до увольнения из армии
В 1821 году, с высочайшего утверждения, Комитет министров произвёл его в доктора медицины и хирургии (7-й класс Табели о рангах). С учётом беспримерных заслуг для него было сделано исключение — степень была присвоена без экзамена
формулировка комитета министров:

за усердную и долговременную службу, равно как и за совершенное его познание медицины и хирургии, доказанное многократным производством всех операций— 11 (23) октября 1821 года
С декабря 1821 года почти до самой своей смерти состоял членом медицинского совета при Министерстве духовных дел и народного просвещения.
В бытность свою главным врачом артиллерийского госпиталя в Санкт-Петербурге (он оставался в этой должности до 11 (23) марта 1821 года) широко прославился как оператор-виртуоз. Он провёл более 800 трудных операций, что было большим достижением для того времени. Современники сравнивали его с такими знаменитыми врачами, как А. Грефе, Э. Купер, Д. Ж. Ларрей и Лисфранк. Лисфранк высоко оценивал работу Арендта, подчёркивая количество необычайно счастливо исполненных операций с ничтожным процентом смертности среди оперированных Арендтом, по сравнению с результатами оперативной деятельности других выдающихся хирургов того времени.
Кроме того, Арендт на этой должности также проявил свой большой организаторский талант, показав себя весьма опытным администратором медицинских учреждений. Главный медицинский инспектор по армии, желая использовать его таланты для улучшения работы подведомственных ему медицинских учреждений, испросил высочайшее повеление об определении Арендта к нему для особых поручений. Просьба инспектора армии была удовлетворена в 1826 году, но объём медицинской практики Арендта не позволял ему одновременно занять и новую должность. По этой причине Арендт просил об увольнении его от военной службы и получил отставку 20 марта (1 апреля) 1827 года.

### Гражданская служба с 1827 по 1837 годы
Получив отставку, Арендт перешёл на гражданскую службу — занял должность главного доктора заведений Санкт-петербургского приказа общественного призрения.
В 1828 году он приобрёл дом (Миллионная улица, 26), построенный Луиджи Руска, и посвятил себя помощи больным.
В январе 1829 года к Арендту обратились в связи с болезнью императора Николая I. После быстрого и успешного лечения, 22 апреля (3 мая) 1829 года Арендт был назначен лейб-медиком государя. Став лейб-медиком, Арендт оставил за собой лишь консультации в гражданских санкт-петербургских больницах и присутствие в медицинском Совете. Новый лейб-медик сопровождал императора во всех его путешествиях, наблюдая за его здоровьем и применяя своё искусство по необходимости. Монаршей благодарностью отмечены три случая: лечение внутренних болезней императора в 1829 и 1839 годах и лечение перелома ключицы, который произошёл во время пребывания государя в городе Чембаре Пензенской губернии в 1836 году.
В июле 1831 года Арендт был причислен к главному штабу; 22 августа 1831 года получил чин действительного статского советника.
В 1832 году лечил в лазарете М. Лермонтова, когда в манеже Школы гвардейских подпрапорщиков лошадь расшибла до кости его ногу, продолжив это лечение в доме Е. А. Арсеньевой.
По инициативе Арендта в 1834 году была открыта Императорская Николаевская детская больница на 60 коек, ставшая первой в России и второй в Европе (после парижской). Покровителем учреждения стал государь; изначально больница занимала наёмный дом Оливье у Аларчина моста, во дворе была устроена часовня для панихид. Кроме основных должностных функций, Арендт консультировал в Максимилиановской больнице и в Обуховской больнице

### Лечение Пушкина после смертельной дуэли
А. С. Пушкин был с Н. Ф. Арендтом в дружеских отношениях, поэт пользовался его услугами. 27 января (8 февраля) 1837 года Пушкин был смертельно ранен на дуэли Ж. Дантесом. В последние дни поэта Арендт руководил его лечением и навещал раненого по несколько раз в сутки.
Арендту приписывается раскрытие Пушкину истинного положения вещей:

Приехал Арендт, он также осмотрел рану. Пушкин просил его сказать ему откровенно, в каком он его находит положении, и прибавил, что какой бы ответ ни был, он его испугать не может, но что ему необходимо знать наверное своё положение, чтобы успеть сделать некоторые нужные распоряжения
— Если так, — отвечал ему Арендт, — то я должен вам сказать, что рана ваша очень опасна и что к выздоровлению вашему я почти не имею надежды
— Из воспоминаний Данзаса
Кроме того, Н. Ф. Арендт вместе с поэтом В. А. Жуковским стал посредником между умирающим поэтом и царём: он передал царю просьбу о помиловании секунданта Данзаса и привёз прочесть Пушкину записку Николая I, в которой тот прощал поэта и просил не беспокоиться о жене и детях.

Свидетельство очевидца событий:

Арендт, который видел много смертей на веку своем и на полях сражений, и на болезненных одрах, отходил со слезами на глазах от постели его и говорил, что он никогда не видал ничего подобного, такого терпения при таких страданиях— П. А. Вяземский
Всё предпринятое лечение не привело к положительным результатам, и 29 января (10 февраля) 1837 года поэт скончался от перитонита.
Существовали различные оценки деятельности врача, но медицина начала XXI в. считает, что спасти жизнь Пушкина при уровне развития медицины в 30-х годах XIX века было невозможно. Роль врача в этих событиях была отражена в вышедшей в конце XX века книге «История одной болезни», переизданная затем в виде сборника под названием «Дополнение к портретам: Скорбный лист, или история болезни А. С. Пушкина. Доктор А. П. Чехов»
В конце января Арендт, побывав у заболевшего Лермонтова, рассказал подробности дуэли и смерти Пушкина. Возможно этот рассказ повлиял на написание стихотворения «Смерть Поэта».

## Деятельность после 1837 года
С 1838 года по приказу императора лечил М. М. Сперанского до момента его смерти. В 1844 году назначен помощником медицинского инспектора, а в январе 1847 года — медицинским инспектором Ведомства учреждений императрицы Марии, а в 1849 году — тайным советником.
С 1847 по 1859 год был членом и медицинским инспектором Попечительского совета заведений общественного призрения в Санкт-Петербурге.
Н. Ф. Арендт работал неутомимо, с утра до вечера, посещая больных в огромном большинстве.
Некоторые пациенты были настолько бедны, что врачу нередко приходилось приобретать необходимые лекарства на свой счёт.

По свидетельству современника:

Арендт — самый популярный и самый общедоступный доктор северной столицы, и его приёмная была полна бедными людьми из простолюдья, явившимися со всех концов Петербурга за безвозмездной врачебной помощью
29 августа (10 сентября) 1855 года исполнилось 50 лет со дня окончания Арендтом академического курса и вступления его на действительную службу. Эта дата была отпразднована обширным кругом учёных и почитателей с необыкновенною торжественностью.
В 1855 году он стал членом Леопольдины.
Н. Ф. Арендт скончался в Санкт-Петербурге 14 (26) октября 1859 года. Был похоронен на Смоленском лютеранском кладбище, могила не сохранилась.

## Научные труды
Ардент не вёл теоретических изысканий, но на том уровне развития врачебной науки его превосходные и обстоятельные описания главнейших хирургических операций были весьма ценным вкладом в медицину. Обзор его главнейших операций был издан в «Северной Пчеле», в № 139 за 1851 год. Опубликовал их журналист Никитин. Позже они вошли в специальные руководства по хирургии:
- Callisen: «Medicin. Schriftstell.-Lexicon», т. I; «Военно-Медиц. Журнал» 1823 г.: «Graefe’s und Walthev’s Archiv»: «Medic. Zeitung Russland’s», 1855. № 37, с. 293 и № 42, с. 336 (содержат статьи Арендта о произведённых им операциях)
- «Русская Старина» (в ст. «Зап. Каратыгина» упоминается вкратце об Арендте); т. XXIV, с. 468; т. XIV, стр. 92—96 (в ст. «Последние дни жизни А. С. Пушкина» говорится о записке, привезенной поэту от государя); в том же журнале за 1876 год (ст. Чистовича; автор, сравнивая Арендта с Буяльским, отдает последнему, как искусному хирургу, пальму первенства), кн. 2-я, стр. 300—309, и кн. 3-я, стр. 311—315;
- «Русский Архив» за 1874 г., № 2. стр. 273, и № 5, стр. 1.347;
- Hirsch, August: «Biograph. Lexicon der hervorragenden Aerzte aller Zeiten u. Volker», т. І, стр. 185; A. Никитин: ст. «Обз. гл. операций Арендта» (в «Сев. Пчеле» за 1851 г., № 139); его же: «Краткий обзор состояния медицины в России в царств. Имп. Екатерины II», 1885 (вся книга посвящена Н. Ф. Арендту на память о его 50-летней деятельности);
- «Inland», 1860, № 44 и 45. В остальных источниках повторения или извлечения из перечисленных статей.
- «Протоколы заседаний общества русских врачей в Санкт-Петербурге» (1859—1860), стр. 136 и 143—150 (некролог, напис. Я. Чистовичем).

## Н. Ф. Арендт в искусстве
Пикуль В. С. в своём произведении «Добрый скальпель Буяльского», дополняет портрет лейб-медика Николая Арендта его конфликтом с хирургом И. В. Буяльским. «Сорок долгих лет продолжалось незавидное соперничество лейб-хирурга Арендта с Буяльским. Сорок лет Арендт заявлял: „Я приду к больному, если там не будет Буяльского!“». Эти отношения характерны для периода, который описывают как «кадровое засилье немцев в российской медицине».
Существуют портреты врача, одним из них была литография Дюрие по рисунку Франца Крюгера «Портрет лейб-медика Николая Арендта»

### Н. Ф. Арендт в литературе
В конце XX века вышла книга: «История одной болезни», она была переиздана в виде сборника под названием «Дополнение к портретам: Скорбный лист, или история болезни А. С. Пушкина. Доктор А. П. Чехов». В нём описаны факты, связанные с дуэлью Пушкина, и обширная часть этой книги посвящена Н. Ф. Арендту.
Кроме того, Арендт, вероятно, повлиял на написание стихотворения «Смерть Поэта»: в конце января врач, побывав у заболевшего Лермонтова, рассказал ему подробности дуэли и смерти Пушкина, которого пытался спасти.
Телепрограмма на телеканале Культура18 мая 2008 года вышла передача «Широкий формат» с Ириной Лесовой. В этой передаче был показан сюжет о лейб-медике Николая I.
КиновоплощениеВ фильме «Пушкин. Последняя дуэль» среди персонажей присутствует Николай Арендт, роль которого сыграл актёр Виктор Кривонос.

## Награды
Н. Ф. Арендт кавалер орденов:
- Св. Александра Невского (1859);
- Белого Орла (29.08.1855);
- Св. Владимира 4-й ст. (1812), 3-й ст. (1828);
- Св. Анны 2-й ст. (1814) с алмазными знаками (1815), 1-й ст. (1842);
- Св. Станислава 1-й ст. (1834);
- Почётного Легиона офицерского креста (1819);
- Красного Орла 2-й ст. со звездой (1834);
- Льва и Солнца 1-й ст. (1838);
- Вазы 1-й ст. (1838).

## Семья
Был женат дважды. Первая жена Мария Яковлевна, урожд. Гиммис (Maria Cornelia Gimmis), умерла 30 апреля 1848 года. Вторая жена Генриетта Ричардовна, урожд. Шиллингворт (Henriette Shillingworth). Во втором браке родились: в 1850 (или 1858) — Николай, в 1852-м — Фёдор, в 1853 году — Мария, в 1855 году — Владимир (умер в 1872).
Известные потомки этой династии: советская скульптор и график Ариадна Александровна Арендт, её внучки — российские художницы Наталия и Мария Арендт.